# كارل ريفيس
كارل ريفيس (بالإنجليزية: Carl Reeves)‏ هو لاعب كرة قدم أمريكية أمريكي، ولد في 17 ديسمبر 1971 في درم في الولايات المتحدة.

## وصلات خارجية
- كارل ريفيس على موقع مرجع كرة القدم المحترفة.كوم (الإنجليزية)